# Alfons Hayduk
Alfons Hayduk (* 18. November 1900 in Oppeln; † 15. Juli 1972 in Erlangen) war ein deutscher Lehrer und Autor.

## Leben
Hayduk studierte Literatur, Philosophie und Volkswirtschaft an der Universität Breslau. Zudem machte er noch eine Ausbildung zum Feuilleton-Redakteur und Dramaturg. Hayduk verdiente seinen Lebensunterhalt als Lehrer, war jedoch schon in jungen Jahren schriftstellerisch tätig.
Seine ersten Gedichtbände (Das heilige Antlitz; Der königliche Bettler) erschienen in den 1920er Jahren, ebenso Märchenspiele und Volksstücke. 1927 wurde sein erster Roman, Die Branntweinbrüder, veröffentlicht. Hayduk befasste sich intensiv mit Eichendorffs Leben und Werk. Daraus entstand eine Reihe von Eichendorff-Bearbeitungen, hervorzuheben sei hier die Novelle Strom des Schicksals. Hayduk war heimatverbunden und warb für Verständigung und Zusammenarbeit mit der polnischen Bevölkerung.
In der Zeit des Nationalsozialismus war Hayduk Landesleiter der Reichsschrifttumskammer im „Gau Oberschlesien“. Nach dem Beginn des Zweiten Weltkrieges und der Besetzung Polens 1939 schrieb er mehr als 50 Beiträge für das NS-Kampfblatt des Generalgouvernements, die Krakauer Zeitung.
Nach dem Zweiten Weltkrieg wurden seine Schriften Annabergwacht (1938) und Annaberg-Saga (1944) in der Sowjetischen Besatzungszone sowie Umkämpfte Erde (1941) und Der Ritt an die Weichsel (1944) in der Deutschen Demokratischen Republik auf die Liste der auszusondernden Literatur gesetzt.
Hayduk wurde Oberlehrer in Ansbach. Er blieb weiterhin literarisch aktiv. Neben eigenen Publikationen wie „Schlesische Miniaturen“, „Himmel der Heiterkeit“, „Schelmengraf Gaschin“, „Die goldene Schnur geht um das Haus“ war er Herausgeber verschiedener Schriften, wie der Schriftenreihe Silesia, des Standardwerks „Große Schlesier“, des „Hausbuchs des schlesischen Humors“, des „Volkskalenders der Schlesier“, des „Arberger Sagenspiegels“ und des „Schlesischen Kulturspiegels“. Zudem war er in seinen letzten Jahren Leiter des Schlesischen Kulturwerks und Schriftleiter der Zeitschrift „Schlesien“. Auch besprach er eine Schallplatte Mein Schlesien (Bertelsmann).
Alfons Hayduk starb 1972 unerwartet nach einer schweren Operation.

## Publikationen

### Gedichtbände
- als Fonslik: Jäsderuschu. Scheene Gedichter. Durfmusikke-Verlag, Breslau 1921
- Das heilige Antlitz. Durfmusikke-Verlag, Breslau 1921
- Der königliche Bettler. Die Gedichte dem heiligen Franz. Frankes Buchhandlung, Habelschwerdt 1923
- mit Karl Schodrok (Vorwort): Blutende Heimat. Priebatsch’s Verlag, Breslau 1926
- Volk unterm Hammer. Der Oberschlesier, Oppeln 1931[5]
- Annabergsaga. Der Oberschlesier, Oppeln 1938

### Romane, Novellen und Erzählungen
- Die Branntweinbrüder. 1927
- Török Orczag. Leid und Ruhm der schwäbischen Türkei. Eine Baranya-Fahrt. Luser, Wien/Leipzig 1938
- Strom des Schicksals. Deutscher Volksverlag, München 1940 und 1942
- Sturm über Schlesien. Landsmann-Verlag, Berlin-Schöneberg 1940
- Der Ritt an die Weichsel. Heimkehr aus dem Osten. Eine Erzählung vom ersten Treck aus Polen 1770. (Feldpostausgabe) Deutscher Volksverlag, München 1941
- Umkämpfte Erde. Cieslik, Peiskretscham OS. 1941
- Altvater. Ein Bergbuch voll Geschichten. Cieslik, Peiskretscham OS., 1942
- Der Schelmengraf Gaschin. Eine heitere Chronik. Aufstieg-Verlag, München 1958
- Schlesischer Märchen-, Legenden- und Sagenschatz. Bergstadtverlag Korn, München 1963
- Die goldene Schnur geht um das Haus. Jahreskreis.  Martin-Verlag Berger, Buxheim 1965

### Bühnenspiele
- Das schlesische Adventspiel. Priebatsch, Breslau 1922
- Das Maisingerspiel. L. Heege, Schweidnitz 1923
- Der Schwarze Adler. 1926
- Kasperl und Annerl. Ein Märchenspiel nach Eichendorff. Der Oberschlesier, Oppeln 1932
- Das Olivenspiel. Glock & Lutz, Nürnberg 1950
- Suste nischt ack heem. Bärenreiter-Verlag, Kassel 1951
- Das Sommeransingespiel. Glock & Lutz, Nürnberg 1951

### Als Herausgeber
- Schlesischer Märchen- und Sagenborn. Verlag Volk und Heimat, München 1953
- Himmel der Heiterkeit. Schlesische Anekdoten. Verlag „Christ unterwegs“, München 1954 und 1971
- Sie machten von sich reden. Entdecker-Erfinder-Gelehrte-Dichter. Aufstieg-Verlag, München 1958
- Schlesische Miniaturen. Holzner, Würzburg/M. 1960
- Das lustige schlesische Rätselbuch. Gräfe und Unzer, München 1963
- Schlesische Studien. Karl Schodrok zum 80. Geburtstag (= Silesia. Folge 7). Delp, München 1970, ISBN 3-7689-0063-0.